# Сёстры Дза Пинац
Сёстры Дза Пи́нац или The Peanuts (яп. ザ・ピーナッツ Дза Пи:натцу, японизированная форма английского слова, означающего «Арахисовые орешки») — японский вокальный дуэт двух сестёр-близнецов: Эми Ито  (1 апреля 1941 — 15 июня 2012) и Юми Ито (1 апреля 1941  — 18 мая 2016).

## История
Сёстры-близнецы родились в японском городе Токонамэ (Айти) 1 апреля 1941 года. Вскоре после их рождения семья переехала в город Нагою.
Дебютировали 11 февраля 1959 года. Первые годы группа исполняла японские и зарубежные хиты, а затем перешли к собственному репертуару, который писал их продюсер Хироси Миягава, а также авторы песен Коити Сугияма, Рэй Наканиси и другие.
Сила их воздействия была в практически идентичных голосах с чуть сдвинутыми частотами, что создавало ощущения исполнения песен одним голосом с некоторым эффектом реверберации.
Наибольшую известность они получили благодаря своеобразному исполнению известных европейских песен и ряду японских песен, таких как «Фуримуканайдэ» («Не оборачивайся»). В 1963 году сёстры Дза Пи́нац записывают один из самых известных своих хитов — «Каникулы любви», прозвучавший во всей Европе и в СССР, где в переводе Леонида Дербенёва он стал шлягером 1960-х годов со словами «У моря, у синего моря…». На советских пластинках дуэт назывался «Дза пи́нац».
Позже сёстры начали делать актёрскую карьеру. Наиболее известной была их работа в фильме «Годзилла против Мотры» в 1964 году.
В 1975 году сёстры Дза Пи́нац окончательно ушли со сцены.
Эми Ито скончалась от рака 15 июня 2012 года. Юми умерла 18 мая 2016 года.

## Дискография (неполная)
- Милые Пинац (кавайи пинацу) — 1959
- Пинац среди людей (пинацу минёу окуни мегури) — 1960
- Хит-парад — 1960
- Я буду видеть тебя во сне — 1961
- Хит-парад. Диск 2 — 1962
- Хит-парад. Диск 3 — 1962
- The Folk Songs — 1963
- Popular Standards — 1963
- Хит-парад  — 1963
- Хит-парад. Диск 4 — 1964
- Хит-парад. Диск 5 — 1964
- Хит-парад. Диск 6 — 1965
- Сувениры Токио  — 1965
- Хит-парад. Диск 6. Вокруг Европы — 1966
- The Peanuts Best  — 1967
- Golden Deluxe — 1968
- Feelin' Good new dimension of the Peanuts — 1970
- The Peanuts Double Deluxe — 1971
- The Peanuts Best Album  — 1971
- Песни из фильмов в исполнении сестёр Пинац — 1971
- Женщины в нашем мире (секаи но оннатачи) — 1972
- Superdisc 20 — 1972
- Пинац на сцене — 1972
- Лучшие 20 песен сестёр Пинац — 1973
- Superdisc 20 — 1973
- Беспокойные слухи. Лучшее сестёр Пинац — 1974
- Лучшие 20 песен сестёр Пинац — 1974
- Вечное! — 1975
- Лучшие 20 песен сестёр Пинац — 1975
- Big Star Series — 1976
- Big Star W Series — 1977
- The Peanuts Original — 1978
- The Peanuts Pops — 1978
- The Peanuts Love — 1978
- Best Star W Deluxe — 1979
- Super Star Best Album The Peanuts — 1979
- Monument — 1980
- The Peanuts Best — 1980
- The Peanuts History Vol.1 — 1983
- The Peanuts History Vol.2 — 1983
- The Peanuts Best  — 1984
- Сёстры Пинац на сцене — 1984
- The Peanuts Best Album — 1985
- D.C. koi no fuuga — 1987
- Ｄ.Ｃ. Retro — 1987